# Li Mengyang
Pour les articles homonymes, voir Li.
Dans ce nom, le nom de famille, Li, précède le nom personnel.
Li Mengyang (chinois 李夢陽 ; EFEO Li Mong-yang), né en 1473, mort en 1529, est un poète chinois.
Licencié en 1492, Li Mengyang devient docteur en 1493. Il entame sa carrière en 1498 sous le patronage de Li Dongyang. Il est le plus connu des « Sept maîtres antérieurs », groupe littéraire incarnant le mouvement du Retour aux modèles antiques (fugu). Bien qu'ayant commencé sa carrière favorablement, Li Mengyang connaît les ennuis à partir de 1505, en raison de sa franchise à l'égard de la corruption ou des comportements inappropriés au sein de la cour ou du gouvernement. Il est emprisonné à quatre reprises, et même condamné à mort lorsque l'eunuque Liu Jin tient les rênes du pouvoir. L'intercession de Kang Hai (zh) auprès de Liu Jin lui évite cependant d'être exécuté. Plusieurs de ses poèmes font état de son expérience de la prison et de ses critiques envers le pouvoir. Li Mengyang était en outre un ami du philosophe Wang Yangming, tous deux ayant une même conception de la poésie et des positions politiques similaires.

En poésie Li Mengyang privilégie les notions d'émotion d'une part, ce qui l'amène à priser les chansons populaires, et le retour au passé d'autre part (aussi bien en prose qu'en poésie).

## Traductions
- Paul Demiéville (dir.), Anthologie de la poésie chinoise classique, Paris, Gallimard, « Poésie », 1962 — Li Mong-yang, p. 501-503